# Wolfgang Münzberg
Wolfgang Münzberg (* 21. November 1928 in Bad Homburg vor der Höhe; † 12. Oktober 2022 in Tübingen) war ein deutscher Rechtswissenschaftler und Hochschullehrer an der Eberhard Karls Universität Tübingen.

## Leben
Wolfgang Münzberg, Sohn von Margarete Münzberg, geborene Kunz, und des Kaufmanns Rudolf Münzberg, studierte nach dem Abitur 1948 am Realgymnasium Oberursel Rechtswissenschaften an der Universität Frankfurt am Main. Dort legte er 1953 sein Erstes Juristisches Staatsexamen ab, 1958 folgte das Zweite mit dem Assessor-Examen. Im selben Jahr heiratete er die Rechtsanwältin Gisela Preuße. Ein Jahr später wurde Münzberg in Frankfurt bei Gerhard Schiedermair zum Dr. iur. promoviert, als dessen Assistent er in der Folge arbeitete. 1965 schloss Münzberg, ebenfalls unter Betreuung Schiedermairs, seine Habilitation in Frankfurt ab und erhielt die Venia legendi für die Fächer Bürgerliches Recht und Zivilprozessrecht. Im selben Jahr trat er eine ordentliche Professur an der Universität Kiel an. 1970 wechselte er als Professor für Bürgerliches- und Zivilprozessrecht an die Universität Tübingen, wo er bis zu seiner Emeritierung 1994 den Lehrstuhl für Bürgerliches Recht, Prozessrecht und Zwangsvollstreckungsrecht innehatte.

## Veröffentlichungen (Auswahl)
- Die Wirkungen des Einspruchs im Versäumnisverfahren. Gieseking, Bielefeld 1959, ISBN 978-3-7694-0104-2 (Dissertation).
- Verhalten und Erfolg als Grundlagen der Rechtswidrigkeit und Haftung. Klostermann, Frankfurt am Main 1966, ISBN 978-3-465-00481-3 (Habilitationsschrift).
- mit Eberhard Wagner: Höchstrichterliche Rechtsprechung zum Zivilprozeßrecht. C.H Beck, München 1994, ISBN 978-3-406-38465-3.

In Fachkreisen erlangte Münzberg auch durch seine Kommentierung des Zwangsvollstreckungsrechts im Stein/Jonas ab 1968, einem Großkommentar zur ZPO, größere Bekanntheit.